# Matinta
Genre
Matinta est un genre d'araignées aranéomorphes de la famille des Salticidae.

## Distribution
Les espèces de ce genre se rencontrent en Amérique du Sud.

## Liste des espèces
Selon World Spider Catalog (version 24.5, 17/09/2023) :
- Matinta acutidens (Simon, 1900)
- Matinta apophysis (Costa & Ruiz, 2017)
- Matinta aragog Matos & Ruiz, 2023
- Matinta balbina (Patello & Ruiz, 2014)
- Matinta chickeringi (Caporiacco, 1954)
- Matinta delicata (Patello & Ruiz, 2014)
- Matinta fasciata (Mello-Leitão, 1940)
- Matinta fonsecai (Soares & Camargo, 1948)
- Matinta furcata (Costa & Ruiz, 2017)
- Matinta jurutiensis (Patello & Ruiz, 2014)
- Matinta longidens (Simon, 1900)
- Matinta maddisoni Matos & Ruiz, 2023
- Matinta mimica (Costa & Ruiz, 2017)
- Matinta opiparis (Simon, 1900)
- Matinta pardo (Costa & Ruiz, 2017)
- Matinta pereirae Matos & Ruiz, 2023
- Matinta procax (Simon, 1900)
- Matinta saperda (Simon, 1900)
- Matinta silvae (Crane, 1943)
- Matinta similis (Patello & Ruiz, 2014)
- Matinta steindachneri (Taczanowski, 1878)
- Matinta tatianae Matos & Ruiz, 2023
- Matinta vicana (Simon, 1900)

## Systématique et taxinomie
Ce genre a été décrit par Ruiz et Maddison en 2019 dans les Salticidae.

## Publication originale
- Ruiz, Maddison & Galiano, 2019 : « A revision of the concept of Mago O. Pickard-Cambridge, 1882, and proposal of a new genus (Araneae: Salticidae: Amycini). » Zootaxa, no 4658(1), p. 124-140.